# John Henry Newman
Svatý John Henry Newman (21. února 1801 – 11. srpna 1890) byl anglikánský a katolický teolog a filozof, roku 1879 jej Lev XIII. jmenoval kardinálem. Ctihodným byl prohlášen 21. ledna 1991. Papež Benedikt XVI. jej při své návštěvě Spojeného království 19. září 2010 v Birminghamu blahořečil. Papež František jej svatořečil 13. října 2019. V červenci 2025 Svatý stolec oznámil, že bude brzy prohlášen učitelem církve (doktorem všeobecné církve).

## Život

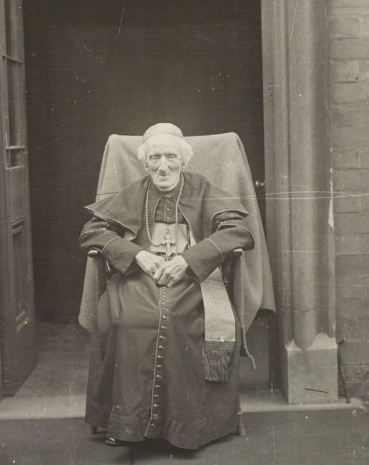
Fotografie kardinála Newmana (13. května 1890)

Jako anglikánský duchovní byl Newman představitelem reformního tzv. Oxfordského hnutí v anglikánské církvi. Jeho snahy bývají označovány též jako anglokatolicismus. Newman se proslavil svými hlubokými studiemi dějin křesťanství a katolicity církve. Ve svých 90 traktátech obhajoval katolicitu anglikánské církve. V slavném traktátu č. 90 kritizuje 39 článků anglikánské víry. Později konvertoval ke katolictví. Jeho dílo ovlivnilo spisovatele G. K. Chestertona natolik, že také přestoupil do katolické církve.

## Dílo

### Anglikánské období
- The Arians of the Fourth Century (1833)
- Tracts for the Times (1833–1841)
- British Critic (1836–1842)
- On the Prophetical Office of the Church (1837)
- Lectures on Justification (1838)
- Parochial and Plain Sermons (1834–1843)
- Select Treatises of St. Athanasius (1842, 1844)
- Lives of the English Saints (1843–44)
- Essays on Miracles (1826, 1843)
- Oxford University Sermons (1843)
- Sermons on Subjects of the Day (1843)

### Katolické období
- Essay on the Development of Christian Doctrine (1845)
- Retractation of Anti-Catholic Statements (1845)
- Loss and Gain (román – 1848)
- Faith and Prejudice and Other Unpublished Sermons (kázání 1848–1873; sebráno 1956)
- Discourses to Mixed Congregations (1849)
- Difficulties of Anglicans (1850)
- The Present Position of Catholics in England (1851)
- The Idea of a University (1852 and 1858)
- Cathedra Sempiterna (1852)
- Callista (román – 1855) (česky) Newman John Henry, Kallista : Román ze 3. stol., Praha : J. Zeman, 1887.
- The Rambler (editor katolického periodika) (1859–1860)
- Apologia Pro Vita Sua (náboženská autobiografie – 1864; revidovaná verze 1865)
- Letter to Dr. Pusey (1865)
- The Dream of Gerontius (1865)
- An Essay in Aid of a Grammar of Assent (1870)
- Sermons Preached on Various Occasions (různě/1874)
- Letter to the Duke of Norfolk (1875)
- Five Letters (1875)
- Sermon Notes (1849–1878)
- Select Treatises of St. Athanasius (1881)
- On the Inspiration of Scripture (1884)
- Development of Religious Error (1885)

### Další díla
- Historical Tracts of St. Athanasius (1843)
- Essays Critical and Historical (various/1871)
- Tracts Theological and Ecclesiastical (různě/1871)
- Discussions and Arguments (různě/1872)
- Historical Sketches (různě/1872)
- Addresses to Cardinal Newman and His Replies a Biglietto Speech (1879)

### Drobná díla a výbory česky
- Newman John Henry, Bůh a já : [rozjímání a modlitby], Olomouc, Edice Krystal 1930.
- Newman John Henry, Křížová cesta pro Velký Pátek, Praha, Francl 1932.
- Newman John Henry, Maria v litaniích : [rozjímání o Panně Marii], Brno, Edice Akord 1939.
- Newman John Henry, Náboženství dnešní doby , Olomouc, Edice Krystal 1939.
- Lang Alois, John Henry Newman : úvod do jeho náboženské filosofie a výbor ze spisů, Praha, Vyšehrad 1947. 2. vyd.
- Newman John Henry, I pokus se počítá, Kostelní Vydří, Karmelitánské nakladatelství 2010. ISBN 978-80-7195-501-6.
- Newman John Henry, Sen starého muže, Brno, Cesta, 1991
- NEWMAN, John Henry. Novéna ke sv. Filipu Nerimu. Nová Ves pod Pleší: Hesperion, 2017. ISBN 978-80-906372-7-6.